# Patrick Leigh Fermor
Pour les articles homonymes, voir Fermor.
Patrick Michael « Paddy » Leigh Fermor, né le 11 février 1915 à Londres et mort le 10 juin 2011 à Dumbleton, Gloucestershire est un écrivain voyageur et ancien officier du SOE en Grèce durant la Seconde Guerre mondiale.
À l’occasion de son anoblissement en 2004, pour services rendus à la littérature et aux relations entre le Royaume-Uni et la Grèce, on pouvait lire : « Sir Patrick Leigh Fermor est un croisement entre Indiana Jones, James Bond et Graham Greene. »

## Biographie

### Premières années et voyages
Fils d’un géologue distingué installé en Inde, Sir Lewis Leigh Fermor (1880-1954), Patrick échoue à l’examen d’entrée au collège militaire royal de Sandhurst, après avoir été mis à la porte de nombreux établissements scolaires, dont la King's School (en) de Canterbury. Il entame alors, en décembre 1933, un voyage à pied à travers l’Europe, jusqu’à Istanbul. Il atteint en quelques mois la cité turque puis parcourt l’archipel grec, fêtant son vingt-et-unième anniversaire au mont Athos.

### Seconde Guerre mondiale et services secrets

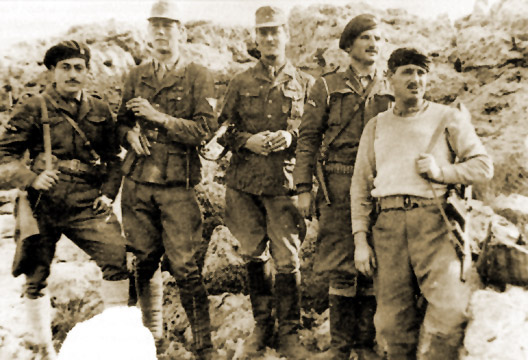
Les membres du commando : Georgios Tyrakis, W. Stanley Moss, Patrick Leigh Fermor, Emmanouil Paterakis, Antonios Papaleonidas.

Après avoir suivi une formation dans un peloton d’élève-officier (Officer Cadet Training Unit, 168th OCTU), il est nommé sous-lieutenant sans spécialité (General List) le 17 août 1940.
Sa connaissance de l’Europe et ses dons pour les langues étrangères en font une recrue de choix pour le Special Operations Executive. Il participe à la retraite des Britanniques des Balkans et de Grèce en avril 1941.
En 1942, il est parachuté en Crète occupée et organise pendant deux ans et demi la résistance armée aux troupes allemandes qui occupent l'île. Le 14 octobre 1943, lieutenant (capitaine à titre temporaire), il est nommé officier de l'ordre de l'Empire britannique.
L'enlèvement du général allemand Heinrich Kreipe (1895-1976), le 26 avril 1944, vaut au capitaine (commandant à titre temporaire) Leigh Fermor le Distinguished Service Order et au lieutenant (capitaine à titre temporaire) W. Stanley Moss la Military Cross, le 13 juillet 1944. Le commando réussit à traverser toute la Crète avec son otage, poursuivi par les troupes allemandes, et à l'embarquer à destination d'Alexandrie. L'enlèvement eut des répercussions sur la population locale. Le général Müller ordonna l'exécution de tout homme présent dans le village d'Anógia à la suite de plusieurs opérations de résistance, dont l'enlèvement du général Kreipe. Cette opération inspire en 1957 le film Intelligence Service (Ill met by moonlight) aux réalisateurs britanniques Michael Powell et Emeric Pressburger. Dirk Bogarde joue le rôle du commandant « Paddy » Leigh Fermor et David Oxley (en) celui du capitaine William « Billy » Stanley Moss. En 1972, la télévision grecque réunit les principaux protagonistes de l'opération. À cette occasion, Karl Kreipe déclara n'avoir aucune rancune à l'encontre de ses ravisseurs.
Patrick Leigh Fermor est nommé commandant honoraire à la fin des hostilités.

### Après-guerre, carrière littéraire

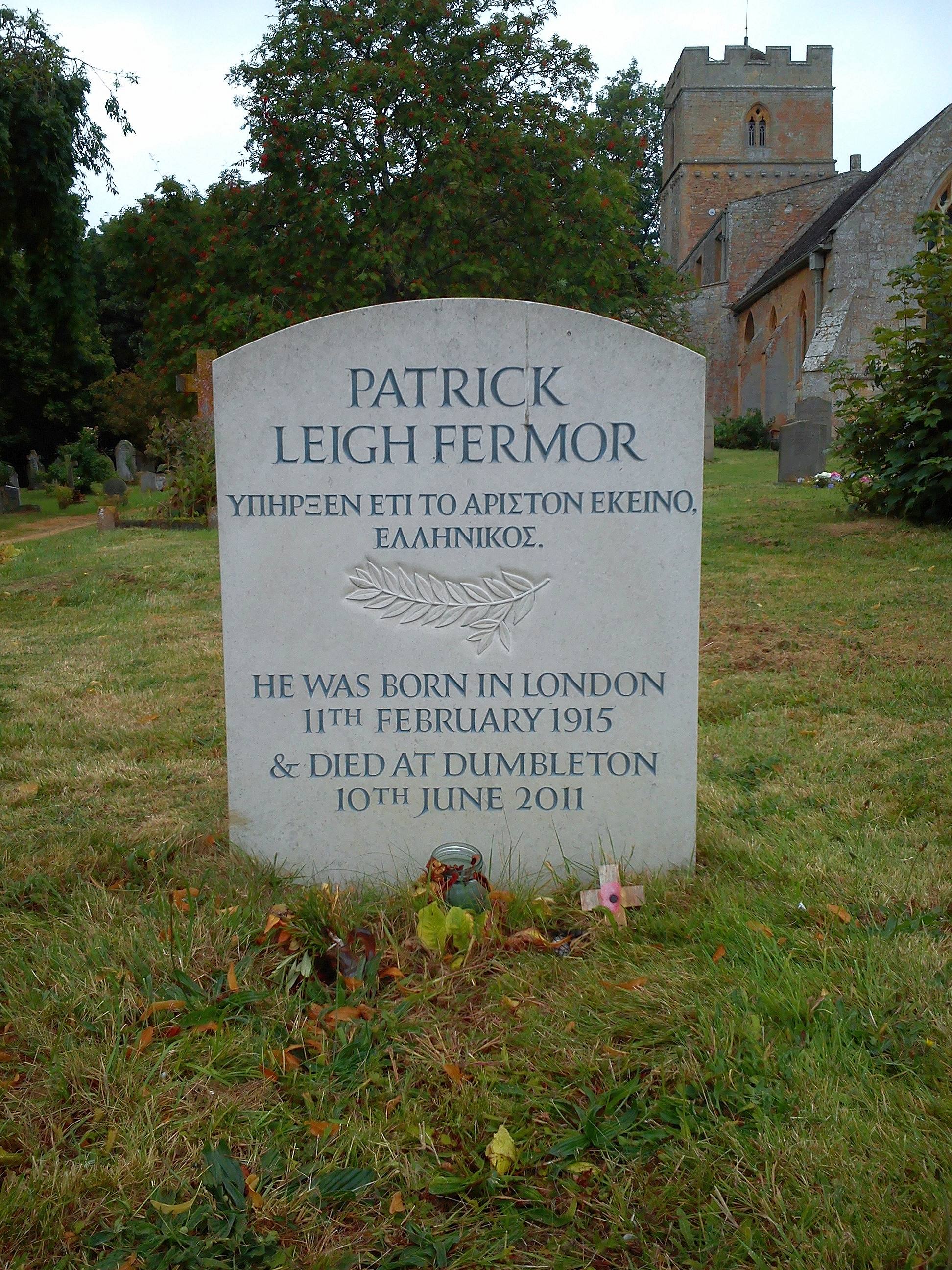
Tombe de Sir Patrick Leigh Fermor à Dumbleton.

Leigh Fermor devient scénariste à Hollywood après la guerre. On lui doit le scénario du film de John Huston Les Racines du ciel (1958), tiré du roman de Romain Gary, avec Trevor Howard, Errol Flynn, Orson Welles et Juliette Gréco.
il rédige son premier ouvrage, The Travellers Tree, en 1950. Suivront plusieurs ouvrages dont The Violins of Saint-Jacques (Les Violons de Saint Jacques) en 1953, dans lequel il décrit la société des békés de la Martinique, puis A Time to Keep Silence en 1957 (Un temps pour se taire, dans la version française de 2015). En 1977, il écrit A Time of Gifts (traduit en français sous le titre Le Temps des Offrandes en 1991). En 1986, il publie Between the Woods and the Water (traduit dans une édition française sous le titre Entre fleuve et forêt).
Patrick Leigh Fermor vivait la plus grande partie de l'année en Grèce, à Kardamýli. Ami de Bruce Chatwin dont les cendres ont été enterrées près de l'église de Kardamýli, il est comme lui un célèbre écrivain-voyageur dont les livres sont considérés outre-Manche comme des chefs-d’œuvre du genre. À ce titre, il fut l'invité du festival Étonnants voyageurs qui s'est tenu à Saint-Malo, en Bretagne, en mai 1991.
Son épouse Joan Leigh Fermor, avec qui il n'avait pas eu d'enfants, est décédée en 2003. Il fut anobli par Élisabeth II en 2004 (il avait refusé cet honneur en 1991). En février 2007, il a été fait Commandeur de l’Ordre du Phœnix par le gouvernement grec.
Patrick Leigh Fermor est mort le lendemain de son retour en Angleterre le 10 juin 2011, à l'âge de 96 ans. Ses obsèques ont eu lieu à Dumbleton près de Cheltenham où il avait une maison et où il est enterré, aux côtés de sa femme.

## Distinctions
- Officier de l'Ordre de l'Empire britannique (OBE), 1943
- Compagnon du Distinguished Service Order (DSO), 1944
- Anoblissement (Knight Bachelor Badge), 2004
- Commandeur de l’Ordre du Phœnix, 2007

## Héritage
Leigh Fermor est cité dans le chapitre 2 du roman Vivre et laisser mourir, écrit par Ian Fleming, paru en 1954.
Parmi les auteurs-voyageurs directement inspirés par Patrick Leigh Fermor, on peut mentionner Jason Goodwin, qui dans son ouvrage On Foot to Golden Horn raconte un voyage à pied de Gdańsk (Pologne) à Istanbul (Turquie) en 1990, après la chute du mur de Berlin.
Dans son livre Tous des héros, Christopher McDougall raconte le périple du commando de Fermor lors de l'enlèvement du général allemand Karl Kreipe.
Le film Intelligence Service est un film britannique réalisé par Michael Powell et Emeric Pressburger, sorti en 1957. Il relate l'histoire vraie de l'enlèvement de Heinrich Kreipe en Crète en 1944.

## Œuvres
- (en) The Traveller's Tree, 1950
- (en) The Violins of Saint-Jacques, 1953
- (en) A Time to Keep Silence, 1957. (fr) Un temps pour se taire, traduit en français par Guillaume Villeneuve, Éditions Nevicata, Bruxelles 2015  (ISBN 9-782875-230744)
- (en) Mani - Travels in the Southern Peloponnese, 1958. Traduction en français : Mani, voyages dans le sud du Péloponnèse, Payot, 1999
- (en) Roumeli, 1966, Ed. John Murray ; rééd. 2004  (ISBN 978-0719566929)
- (en) A Time of Gifts, 1977. (fr) Traduction G. Villeneuve : Le Temps des Offrandes, Payot, 1991
- (en) Between the Woods and the Water, 1986. (fr) Traduction en français par Guillaume Villeneuve : Entre fleuve et forêt, Payot, 1992 Épuisé
- (en) Three Letters from the Andes, 1991,  (ISBN 978-0719566851). (fr) Courrier des Andes, traduit en français par Gérard Piloquet. Phébus, 1992  (ISBN 2859402349)
- (en) Words of Mercury (2003), Artemis Cooper, 2003,  (ISBN 978-0719561061)
- (en) Traduction et préface de The Cretan Runner: His Story of the German Occupation de George Psychoundakis, Penguin Books (2e édition, 1998) consacré aux missions de Leigh Fermor en Crète
- (en) Préface de Albanian Assignment du colonel David Smiley, Chatto & Windus, Londres, 1984, consacré aux missions du SOE en Grèce et en Albanie
- (en) The Broken Road, edited by Colin Thubron and Artemis Cooper, Londres 2013 (fr) Traduction G. Villeneuve : La Route interrompue, Payot, 2021
- (fr) Dans la nuit et le vent (Le Temps des offrandes, Entre fleuve et forêt et La Route interrompue), Préface et traduction française entièrement revue et complétée de Guillaume Villeneuve, éditions Nevicata, Bruxelles 2014 (3e édition septembre 2016),  (ISBN 9-782875-230973)
- (en) Abducting a General, John Murray, Londres 2014. (fr) Enlever un général, avant-propos de Roderick Bailey, traduit en français par Guillaume Villeneuve, éditions Nevicata, Bruxelles 2015  (ISBN 9-782875-230836)